# Shoshonen

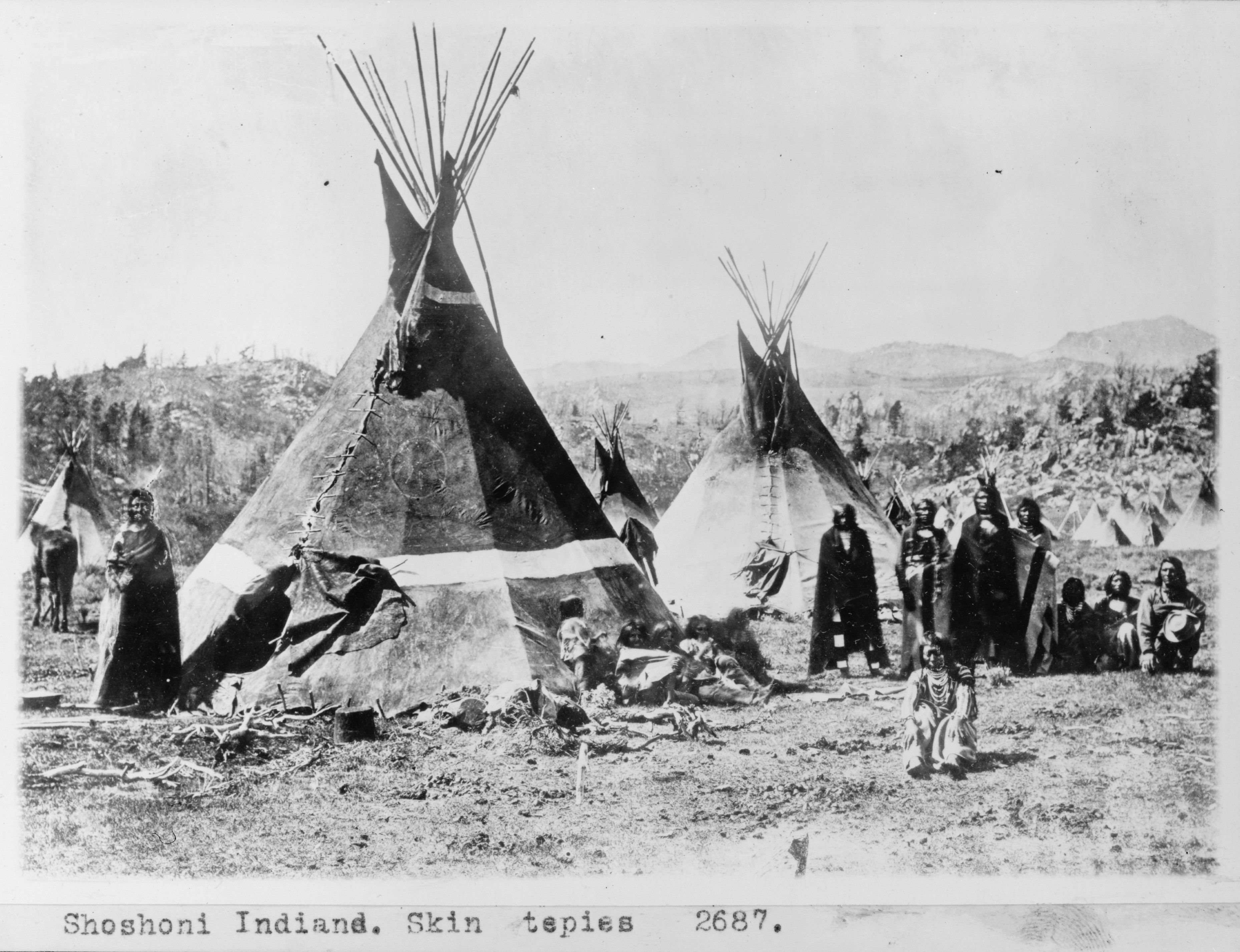
Tipis der Shoshone

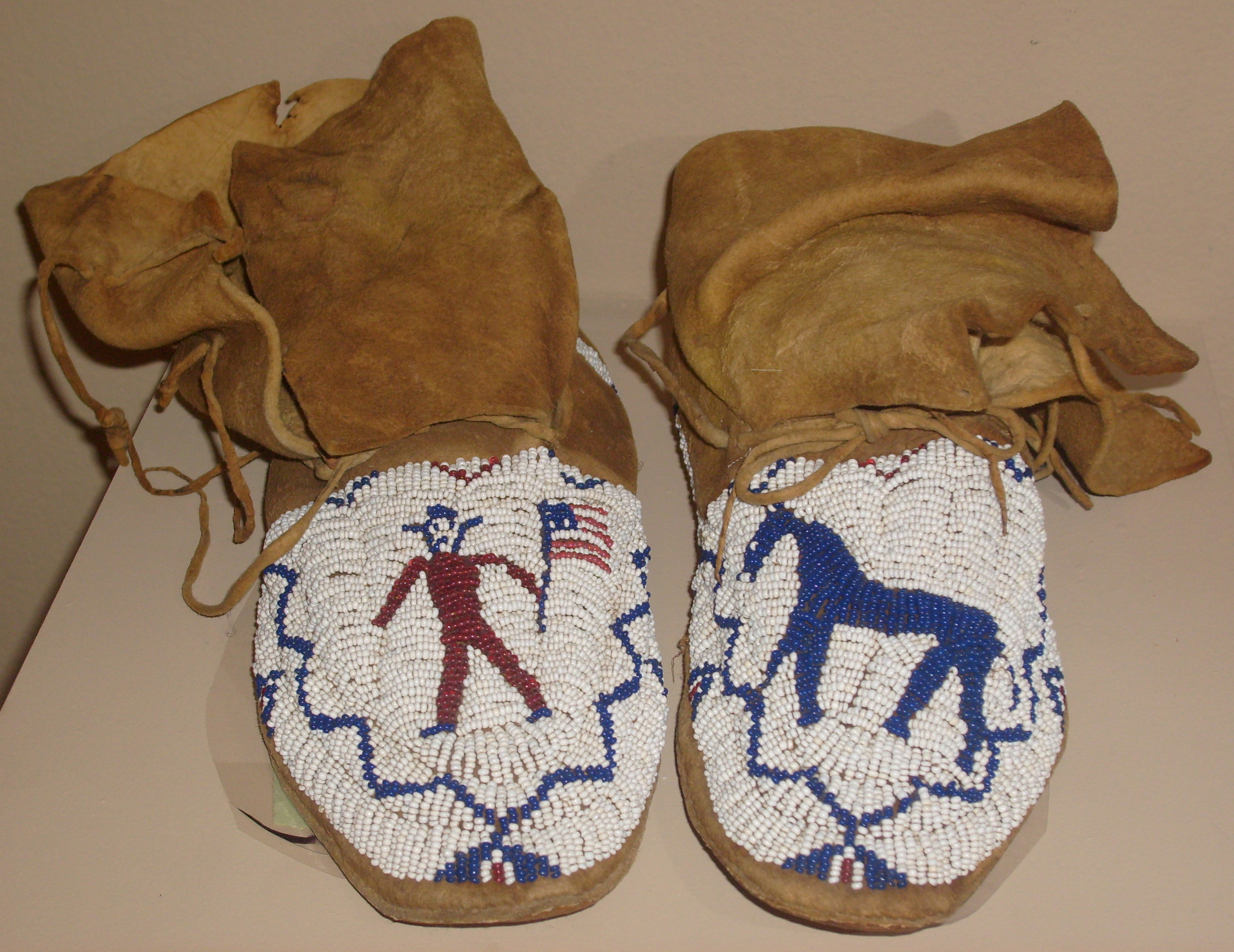
Glasperlen-Mokassins der Shoshonen aus Wyoming um 1900

Als Shoshonen (bevorzugte Schreibweise in ethnologischer Fachliteratur) oder Schoschonen (eingedeutschte Schreibweise, vorwiegend in älterer belletristischer Literatur und gemeinsprachlich verwendet), auch Shoshone (englische Vorgabe) bezeichnet man drei regionale Dialekt- bzw. Stammesgruppen der Indianer Nordamerikas, die jeweils Varianten des Shoshoni sprachen, einer zentralen Numic-Sprache, historisch jedoch nie eine politische Einheit oder Stammesidentität entwickelten. „Shoshone“ ist somit ein Sammelbegriff für folgende Gruppen in den Kulturarealen des Großen Beckens und der nördlichen Great Plains, die sich wie die meisten indigenen Völker je nach Dialekt einfach als „Volk“ bzw. „Menschen“ bezeichneten: die Westlichen Shoshonen, die Nördlichen Shoshonen und die Östlichen Shoshonen.
Als „Shoshonen“ wurden historisch zudem oftmals die Gosiute (Kutsipiuti), Timbisha (Tümpisa Shoshoni) (Koso Shoshone, Panamint Shoshone, California Shoshone oder (Northern) Death Valley Shoshone) und Kawaiisu (Southern Death Valley Shoshone oder Tehachapi Valley Shoshone) bezeichnet. Zudem werden die „Gosiute“ und „Timbisha“ heute meist kulturell zu den „Westlichen Shoshonen“ gezählt und auf Grund ihrer Stammesgebiete als „Südliche Shoshonen“ bezeichnet, obwohl sie sich selbst als eigenständige Ethnien und nicht als „Shoshonen“ identifizieren. Die „Kawaiisu“ stehen sprachlich-kulturell den Chemehuevi der Südlichen Paiute am nächsten und identifizieren sich daher heute als „Paiute“.
Zudem wurden als Snake Indians („Schlangen-Indianer“) verbündete „Nördliche Shoshonen“, „Nördliche Paiute“ und „Bannock“ (einst eine Splittergruppe der „Nördlichen Paiute“) zwischen den Cascade Mountains ostwärts bis zur Snake River Plain, entlang des Snake Rivers und Owyhee Rivers bezeichnet, die oftmals zweisprachige „Paiute-Bannock-Shoshone Bands“ bildeten.
Heute werden als „Snake Indians“ oft nur noch „Nördliche Paiute Bands“ im Grenzgebiet von Nevada, Oregon und Idaho bezeichnet. Die Sai Dukadu/Sai'dökadö („Teichbinsen (Tule)-Esser“, meist Saidyuka genannt) im Osten Oregons, die meist unter ihren Klamath-Bezeichnungen bekannten Yahuskin / Yahooskin (Eigenbezeichnung: Goyatöka – „Flusskrebs-Esser“) an den Ufern des Goose Lakes, Silver Lakes, Warner Lakes und Harney Lakes und entlang des Sprague Rivers und die Walpapi (Eigenbezeichnung: Hunipuitöka – „Hunipui-Wurzel-Esser“) entlang des Deschutes Rivers, Crooked Rivers und John Day Rivers wurden ebenfalls oft als „Shoshonen“ bezeichnet.
Da viele der erwähnten Gruppen Varianten der Numic-Sprachen sprachen und oftmals untereinander verbündet bzw. in zweisprachigen Bands organisiert waren, wurden „Westliche und Nördliche Shoshonen“ manchmal auch als „Paiute“ bezeichnet.
Die „Westlichen Shoshonen“ und „Gosiute“ wurden zusammen mit „Nördlichen und Südlichen Paiute“ von den Siedlern verächtlich Diggers („Ausgräber“, „Gräber“) oder Digger Indians genannt (wahrscheinlich, da sie im Boden mit einem Grabstock nach essbaren Wurzeln gruben). Diese Bezeichnung wird heute von den Indigenen als beleidigend zurückgewiesen. Ohne das Wissen der Indianer über essbare Wildpflanzen, Wildkräuter und Wurzeln hätten vermutlich viele der ersten europäischen Siedler auf ihren Wagenzügen Hunger gelitten. Nachdem sie die Great Plains überquert hatten, gingen die mitgeführten Vorräte oft zur Neige. Die Frauen der Pioniere lernten von den Indianerinnen, wie man essbare Knollen ausgräbt und kocht, und konnten so die dürftige Ernährung verbessern.
Die Shoshonen hatten ein riesiges Streif- und Wandergebiet in Wyoming, Montana und Teilen von Idaho, Utah, Colorado, Nevada, Oregon und Kalifornien. In Idaho, Wyoming und Montana wurden von Shoshonen angefertigte Felsmalereien untersucht, die in der paläo-indianischen Epoche um etwa 10.000 v. Chr. gemacht wurden. Die Shoshonen bestanden aus verschiedenen Stämmen (englisch bands) oder lokalen Gruppen (local bands), die zwar allgemein entweder den Nördlichen, Östlichen oder Westlichen Shoshonen zugerechnet werden, jedoch nie eine politische Einheit oder eine Stammesidentität entwickelten (anders als beispielsweise die Cheyenne oder Lakota auf den Plains).
Ursprünglich Jäger und Sammler, domestizierten vor allem die Nördlichen und Östlichen Shoshonen zu Beginn des 18. Jahrhunderts das Pferd und begannen die Bisonjagd. Der 1849 einsetzende Goldrausch zwang sie in langwierigen Widerstand. Im Jahr 2000 gab es laut einer durchgeführten Volkszählung etwa 12.000 Shoshonen.

## Sprache
Die Shoshonen sprechen/sprachen das Shoshoni (Sosoni' da̲i̲gwape oder newe da̲i̲gwape), ein Dialektkontinuum bestehend aus den regionalen Dialekten des „Nördlichen Shoshoni“, „Westlichen Shoshoni“, „Gosiute“ und „Östlichen Shoshoni“. Zusammen mit den als eigenständigen Sprachen betrachteten Timbisha (Nümü nangkawih oder Sosoni nangkawih) (ebenfalls ein Dialektkontinuum) der „Timbisha“ und dem Comanche (Nʉmʉ Tekwapʉ̲) der Comanchen (Nʉmʉnʉʉ) (ursprünglich eine Splittergruppe der „Östlichen Shoshonen“) bildet es das „Zentrale Numic“ der Numic-Sprachen der uto-aztekischen Sprachfamilie. Das Kawaiisu (Nɨwɨ'abigidɨ / Nüwü'abigidü) der „Kawaiisu (Nɨwɨ / Nüwü)“ bildet zusammen mit dem „Colorado River Numic (Ute–Southern Paiute)“ der Ute, Chemehuevi (Nüwüwü) und Südlichen Paiute (Nuwuvi) das „Südliche Numic“ der Numic-Sprachen; daher identifizieren sich die Kawaiisu heute sprachlich-kulturell als „Paiute“.

## Namensherkunft sowie Bezeichnungen
Die Herkunft der Stammesbezeichnung „Shoshonen“ ist bis heute umstritten. Wahrscheinlich leitet sich die Bezeichnung aus Begriffen ihrer Sprache ab: sihun/sihun-na – „hochstehendes/hohes Gras“, soni/so'-nip – „jegliche Art von Gras (auch: Heu)“ oder sonip/sonipeh – „Straußgräser“ und später als Sosoni/Sosona – „Volk des Grases“, vermutlich da sie ursprünglich meist Grashütten (Wickiups) bewohnten oder sich größtenteils von verschiedenen Gräsern und Wurzeln ernährten. Die einzelnen Gruppen nannten sich je nach Dialekt oftmals einfach Neme, Newe, Nümü – „Mensch“, „Person“ bzw. Nemenee, Newenee, Nümmi – „die Menschen“, „das Volk“, wörtlich: „Jene, die umherziehen, sich immer bewegen [um ihren Lebensunterhalt in traditioneller Lebensweise als Sammler und Jäger zu bestreiten].“
Die „Nördlichen und Östlichen Shoshonen“ wurden in der historischen Fachliteratur im Englischen oft als Snakes („Schlangen“) bzw. Snake Indians („Schlangen-Indianer“) oder im Französischen als Gens du Serpent („Schlangenvolk“) bezeichnet, die Arapaho und Gros Ventre nannten sie Siisiiyeiniixoneihii bzw. Síisííyaaninénnoh („[Klapper]Schlangen-Esser“); auch die Anfang des 18. Jhd. von den „Östlichen Shoshonen“ abgespaltenen Comanchen (Nʉmʉnʉʉ) waren unter den Cheyenne als Shǐshǐnoats-hitäneo / Šé'šenovotsétaneo'o („Schlangenvolk“) und unter den Kiowa als Bodalk Inago („Schlangenvolk“) bzw. Sanko („Schlangen“) bekannt. Meist wird „Nʉmʉnʉʉ“, das Autonym der Comanchen, als „die Menschen“, „das Volk“ wiedergegeben, jedoch gibt es eine weitere Deutung als „auf dem Bauch kriechend wie eine Schlange“.
Vermutlich leitet sich die Bezeichnung Snakes („Schlangenvolk“) aus einer Verkennung des Symbols für die „Shoshonen“ in der Gebärdensprache der Stämme auf den Great Plains (einer schlangenartigen Bewegung der Hand mit ausgestrecktem Zeigefinger) her. Diese Handbewegung nimmt Bezug auf das Weben von Grasmatten und das Errichten von Grashütten durch die „Shoshonen“; diese verwendeten hierfür hoch wachsende Gräser, die sie als soshoni bezeichneten. In der Gebärdensprache auf den Plains (der sog. Plains Indian Sign Language / PISL) waren die Comanchen als „Schlangen“ (mit der Bedeutung „Feind“) bekannt, was auf ihre Verwandtschaft mit den „Shoshonen“ verweist.
Insbesondere die „Westlichen Shoshonen“ waren unter vielen benachbarten Stämmen als „Grashütten-Volk“ bzw. als „Volk des vielen Grases“ bekannt, da viele „Westliche Shoshone Bands“ meist in Grashütten (Wickiups) wohnten oder sich größtenteils von verschiedenen Gräsern und Wurzeln ernährten; so nannten die Arapaho sie Hiiwoxú'o.owú3i („sie haben Hütten aus Gras“). Da die „Westlichen Shoshonen“ das Pferd weder zum Reiten, Transportieren noch zum Krieg führen nutzten, nannten sie sich So-so-goi („Jene, die zu Fuß reisen“) oder Shoshoko („Jemand, der ein Pferd findet“), im Englischen wurden diese Gruppen daher verächtlich und mitleidig als Walker Shoshone („zu Fuß gehende Shoshonen“) bezeichnet.
Die „Shoshonen“ wurden von den Cheyenne oft einfach Sósone'eo'o, von den Arapaho Sósoni'ííteen und von den Lakota Súsuni genannt, diese Bezeichnungen könnten Adaptionen der verschiedenen Eigenbezeichnungen als Sosoni/Sosona, So-so-goi oder Shoshoko sein.
Berühmte Shoshonen der Gegenwart sind die Schwestern Mary und Carrie Dann, die 1993 den Right Livelihood Award erhielten.

## Dialekt- und Stammesgruppen der Shoshonen

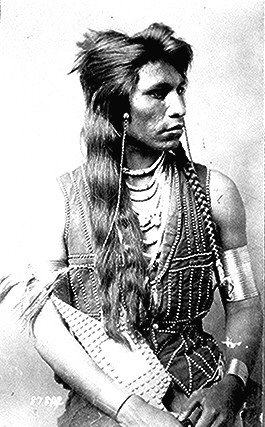
Rabbit-Tail, Shoshone

Die Shoshonen werden heute allgemein auf Grund der Geographie sowie der damit verbundenen unterschiedlichen adaptierten Lebensweise und Kultur der verschiedenen Bands/Gruppen in drei große geographisch-kulturelle Dialekt- und Stammesgruppen unterteilt; diese Unterscheidung wurde jedoch erst durch die europäischen Siedler unternommen, die Shoshonen selbst kannten eine solche nicht; zudem gibt es auch keine eindeutige kulturelle Grenze zwischen den Stammesgruppen.
- Nördliche Shoshone (Eigenbezeichnung: Neme „Mensch“, „Person“, Plural: Nemenee – „die Menschen“, „das Volk“; die „Nördlichen Shoshonen“ wurden ihrerseits nochmals nach ihren geografischen Heimatgebieten in vier regionalen Großgruppen unterteilt, deren Bands jeweils nach ihren primären Nahrungsquellen benannt waren, ihre Stammesgebiete lagen im heutigen Nordosten Nevada, in Idaho, im Westen Wyomings und Nordosten Utahs.)

- Mountain Shoshone Bands (ca. 1.200 Angehörige)
  - Lemhi Shoshone (Eigenbezeichnung: Akaitikka, Agaidika – „Lachs-Esser“, lebten im Lemhi River Valley entlang des Lemhi River, einem Nebenfluss des Salmon River sowie am Oberlauf des Salmon River und entlang des Middle und Lower Snake River in der Snake River Plain sowie in der Lemhi Range und den Beaverhead Mountains im Grenzgebiet von Idaho und Montana. Ursprünglich hatten sie die gleiche Lebensweise wie die „Tukudeka“, als sie jedoch im 18. Jhd. das Pferd als Reittier übernahmen, entwickelten sie sich zu nomadischen Plains-Indianern und zogen auf die Nördlichen Plains zur Bisonjagd; bezeichneten sich ab da zumeist als Kuccuntikka, Kuchun-deka, Guchundeka, Kutsindüka – „Büffel/Bison-Esser“.)
  - Mountain Sheepeaters (Eigenbezeichnung: Tukudeka, Tuku-deka, Tukkutikka, Dukundeka – „Schaf-Esser“, „Dickhornschaf-Esser“, „Fleisch-Esser“, lebten entlang des Salmon River und der Sawtooth Range/Mountains und Salmon River Mountains, entlang des Upper Payette River, in den Bitterroot Mountains in Idaho sowie in den Bergen im Süden Montanas, in der Wind River Range und im Yellowstone-Nationalpark im Nordwesten Wyomings, zudem wanderten sie bis zu den Oberläufen des Beaverhead River und Yellowstone Rivers im Süden Montanas, wurden als Toyani / Doyahinee – „Volk der Berge“ bzw. auf Grund oftmaliger Mischehen mit benachbarten Bannock als Banaiti Doyanee – „Bannock der Berge“ bezeichnet.)

- Nordwestliche Shoshone Bands (Eigenbezeichnung: So-so-goi – „Jene, die zu Fuß reisen“, ihre heutige Bezeichnung bezieht sich auf die geographische Lage ihres Stammesterritoriums, das nördlich der „Westlichen Shoshonen“ und westlich der anderen „Nördlichen Shoshone Bands“ im Nordosten Nevadas, im Süden Idahos und Westen Utahs lag, übernahmen erst Mitte des 19. Jhd. das Pferd als Reittier, unterteilten sich wiederum in drei geographische Hauptgruppen, ca. 1.300 Angehörige.)
  - Bannock Creek Shoshone Bands (Eigenbezeichnung: Kammitikka, Kamu-deka bzw. Kamodika – „Kaninchen-Esser“, „Eselhasen-Esser“, lebten im Nordwesten Utahs und Süden Idahos entlang des Snake River und am Great Salt Lake, vom Bannock Creek und Arbon Valley beanspruchten sie das Gebiet vom Raft River bis zum Portneuf River und der Portneuf Range. Ihr Gebiet umfasste einen Teil des 1867 gegründeten Fort Hall Reservats. Eine kleine Gruppe zog auf die Wind River Reservat und ist möglicherweise identisch mit den Hukundüka/Hukan-deka, gliederten sich in drei Bands, ca. 400 Angehörige.)
  - Bear Lake Shoshone Bands (auch: Grouse Creek Shoshone, Eigenbezeichnung: Painkwitikka, Pengwideka, Penkwitikka – „Fisch-Esser“, lebten im Allgemeinen nördlich der „Cache Valley Shoshone Bands“ von McCammon bis Bear Lake entlang des Bear River und des Logan River in der Grenzregion zwischen Idaho und Utah und weiter bis zur kontinentalen Wasserscheide, ca. 400 Angehörige; werden manchmal auch zu den „Westlichen Shoshonen“ gerechnet.)
  - Cache Valley Shoshone Bands (Eigenbezeichnung: Painkwitikka, Pengwideka, Penkwitikka – „Fisch-Esser“, waren im Südosten Idahos und Norden Utahs beheimatet und hatten ihren Hauptstützpunkt im Cache Valley, von ihnen als Seuhubeogoi – „Tal der Weiden“ bezeichnet sowie am Unterlauf des Bear River unweit der späteren Grenze zu Wyoming. Sie wurden am 29. Januar 1863 beim Gefecht am Bear River („Massaker am Boa Ogoi, d. h. am Bear River“) von den California Volunteers von Colonel P. E. Connor praktisch ausgelöscht, ca. 450 Angehörige; werden manchmal auch zu den „Westlichen Shoshonen“ gerechnet.)
  - Weber Utes (lebten weiter südlich entlang des Weber River bis zum Großen Salzsee in Utah, weil es oft zu Heiraten mit der benachbarten Cumumba („Jene, die anders sprechen“) Band der Nördlichen Ute kam, sprachen sie mit einem leichten „Ute-Akzent“ und wurden fälschlich gewöhnlich „Weber-Utes“ genannt – sind jedoch ethnisch in erster Linie Shoshonen, ca. 400 Angehörige.)

- Westliche Bands der Nördlichen Shoshone (Yahandeka / Yahantikka / Yakandika – „Murmeltier-Esser“, bilinguale Nördliche Shoshonen-Nördliche Paiute/Bannock Bands, unterteilten sich wiederum in drei geographische Hauptgruppen, ca. 3.400 Angehörige.)
  - Boise (River) Shoshone Bands (bilinguale lokale Nördliche Shoshonen und Koa'aga'itöka Band der Nördlichen Paiute vom Lower Boise River bis zum Payette River.)
  - Bruneau (River) Shoshone Lokalgruppen (bilinguale Nördliche Shoshonen-Nördliche Paiute Lokalgruppen – keine Band/Gruppen-Organisation, lebten hauptsächlich südlich des Snake River entlang des Bruneau River und vom Goose Creek bis zum Owyhee River im Südwesten von Idaho, bestanden aus lokalen Nördlichen Shoshonen und den Tagötöka/Taga Ticutta und Wadadökadö/Wadatika Bands der Nördlichen Paiute.)
  - Weiser Shoshone Bands (heute wird als indigener Name manchmal Shewoki / Sohuwawki Shoshone genannt, da sie ihr Stammesgebiet entlang des Lower Weiser River bis zu New Plymouth als Shewoki, Si.wo.kki?i bzw. Su:woki – „von Weiden gestreift“ bzw. „Reihe von Weiden“ bezeichneten, bilinguale Nördliche Shoshonen-Nördliche Paiute Bands aus Bruneau und Boise Shoshone sowie Wadadökadö/Wadatika und Koa'aga'itöka Bands der Nördlichen Paiute.)

- Fort Hall Shoshone Bands (Boho'inee, Pohogwe, Pohoini – „Wüsten-Beifuß-Esser“, bilinguale Nördliche Shoshonen-Bannock Bands der Snake River Plain im Südosten von Idaho, lebten in der Wind River Range und im Wind River Basin, entlang des Snake River bis zu den Upper und Lower Salmon Falls bei Hagerman, überwinterten im Gebiet des später dort errichteten Handelspostens Fort Hall und beanspruchten auch die Camas Prairie im Süden Idahos, oftmals einfach auch als „Sho-Bans“ bezeichnet.)

- Westliche Shoshone (Eigenbezeichnung: Newe – „Mensch“, „Person“, Plural: Newenee – „die Menschen“, „das Volk“; lebten in mehreren Bands vom Death Valley und Panamint Valley in Kalifornien in Zentral-Idaho, Nordwesten von Utah, Zentral-Nevada und bis zum Death Valley und Panamint Valley in Kalifornien, nannten sich So-so-goi – „Jene, die zu Fuß reisen“ oder Shoshoko – „Jemand, der ein Pferd findet“, daher im Englischen oftmals als Walker Shoshone bezeichnet, ca. 8.000 Angehörige.)[10]

- Östliche Shoshone (auch: Wyoming Shoshone genannt, Eigenbezeichnung: Neme, Nemi, Newi – „Person“, Plural: Nemenee, Nenemi, Newenee – „das Volk“, ihre Stammesgebiete in Wyoming, im Norden von Colorado und Montana liegen geographisch im Great Basin und am Westrand der Great Plains, hatten jedoch bereits im 18. Jhd. als eine der ersten Völker das Pferd als Transport- und Reittier sowie als Kriegspferd übernommen und waren in die Plains bis nach Kanada vorgestoßen, ab ca. 1750 mussten sie sich jedoch nach Süden und Westen ins Vorgebirge und in die Randgebiete der Plains vor der Blackfoot-Konföderation und der Nehiyaw-Pwat (Cree-Assiniboine)-Konföderation zurückziehen, ca. 2.000 Angehörige.)

### Westliche Shoshonen
Die Westliche Shoshonen unterschieden sich von den Nördlichen und Östlichen Shoshonen dadurch, dass sie keine Pferde besaßen und sich deshalb nicht an der Bisonjagd in den Great Plains beteiligten. Zusammen mit den benachbarten Bannock und Paiute wurden sie oft von den Europäern verächtlich auch als Diggers („Gräber“) bezeichnet, da sie mittels eines Grabstocks das Erdreich nach essbaren Wurzeln, Gräsern, Samen und Tieren durchsuchten. Im Gegensatz zu ihren Verwandten entwickelten die Westliche Shoshonen keine auf dem Pferd basierende nomadische Plains-Kultur. Die Westliche Shoshonen bewohnten meist einfache, mit Gras-, Weiden- und Rindenmatten oder Tierfellen bedeckte Strauchhütten, die sog. Wickiups. Auf Wanderschaft errichteten sie, falls es die Jahreszeit und das Wetter zuließen, meist einfache Windschirme (span. ramada).

### Nördliche und Östliche Shoshonen
Die kulturellen Unterschiede zwischen den Nördlichen und den Östlichen Shoshonen waren gering. Die Grenze zwischen den beiden Kategorien basiert auf geografisch unterschiedlichen Siedlungsorten sowie darauf, dass für die Nördliche Shoshonen der Fischfang, besonders von Lachsen, wesentlich bedeutender war als für die Östliche Shoshonen. Ergänzt wurden der Fischfang und die Bisonjagd zudem durch das Sammeln von Wildwurzeln, Beeren sowie die Hirsch- und Antilopenjagd. Kulturell standen die Nördliche Shoshonen den Plateau-Stämmen (wie den Flathead, Coeur d’Alene u. a.) etwas näher als der Plains-Kultur. Zudem traten sie als Zwischenhändler von Artikeln aus den Bergen und Plateaus wie auch aus den Plains auf. Die westlichen Stämme der Nördliche Shoshonen lebten wie die Westliche Shoshonen in Wickiups, nutzten auf der Bisonjagd aber auch das Tipi, wohingegen die östlichen Stämme meist Tipis bewohnten.
Die Östlichen Shoshonen waren zusammen mit den Nördlichen Shoshonen die ersten Stämme, die auf den nördlichen Plains gegen 1700 Pferdezucht betrieben und diese im Krieg gegen benachbarte Stämme einsetzten. Das Pferd ermöglichte es diesen Shoshonen-Gruppen, größere Strecken auf den Raub- und Kriegszügen als ihre unberittenen Feinde zurückzulegen, überraschende Überfälle zu unternehmen sowie auf den offenen Plains gegnerische Krieger einfach niederzureiten oder flüchtende Feinde einzuholen. Die überzähligen Pferde lieferten sie im Tauschhandel an befreundete Stämme, wie die Absarokee, Flathead, Coeur d’Alênes und Nez Percé.
Als ab 1750 benachbarte Stämme, wie die Blackfoot oder Sioux (Lakota, Nakota, Dakota), neben Pferden im Gegensatz zu den Shoshonen zudem auch noch über Schusswaffen verfügten, kehrten sich die Machtverhältnisse um, und die einst mächtigen, bei ihren Nachbarn ehrfürchtig als Snakes („Schlangen“) bezeichneten Östlichen Shoshonen mussten die meisten Gebiete auf den Plains wieder aufgeben und sich in deren Randzonen, mit den schützenden Rocky Mountains im Rücken, zurückziehen. Zur jährlichen Bisonjagd versammelten sich stets große Gruppen der Östliche Shoshonen, um im jetzigen Stammesgebiet ihrer Feinde auf die Jagd zu gehen. Wie andere Plains-Stämme auch bewohnten die Östliche Shoshonen geräumige Tipis und lebten hauptsächlich von der Bisonjagd, ergänzt wie bei ihren nördlichen Vettern durch die Jagd sowie das Sammeln von Wurzeln und Gräsern.
Als die ersten hellhäutigen Amerikaner gegen 1800 Gruppen der Östlichen Shoshonen (sowie der Nördlichen Shoshonen) trafen, konnten sich die alten Krieger und deren Angehörige noch an ihre vormalige Heimat östlich auf den Plains erinnern.

## Reservate

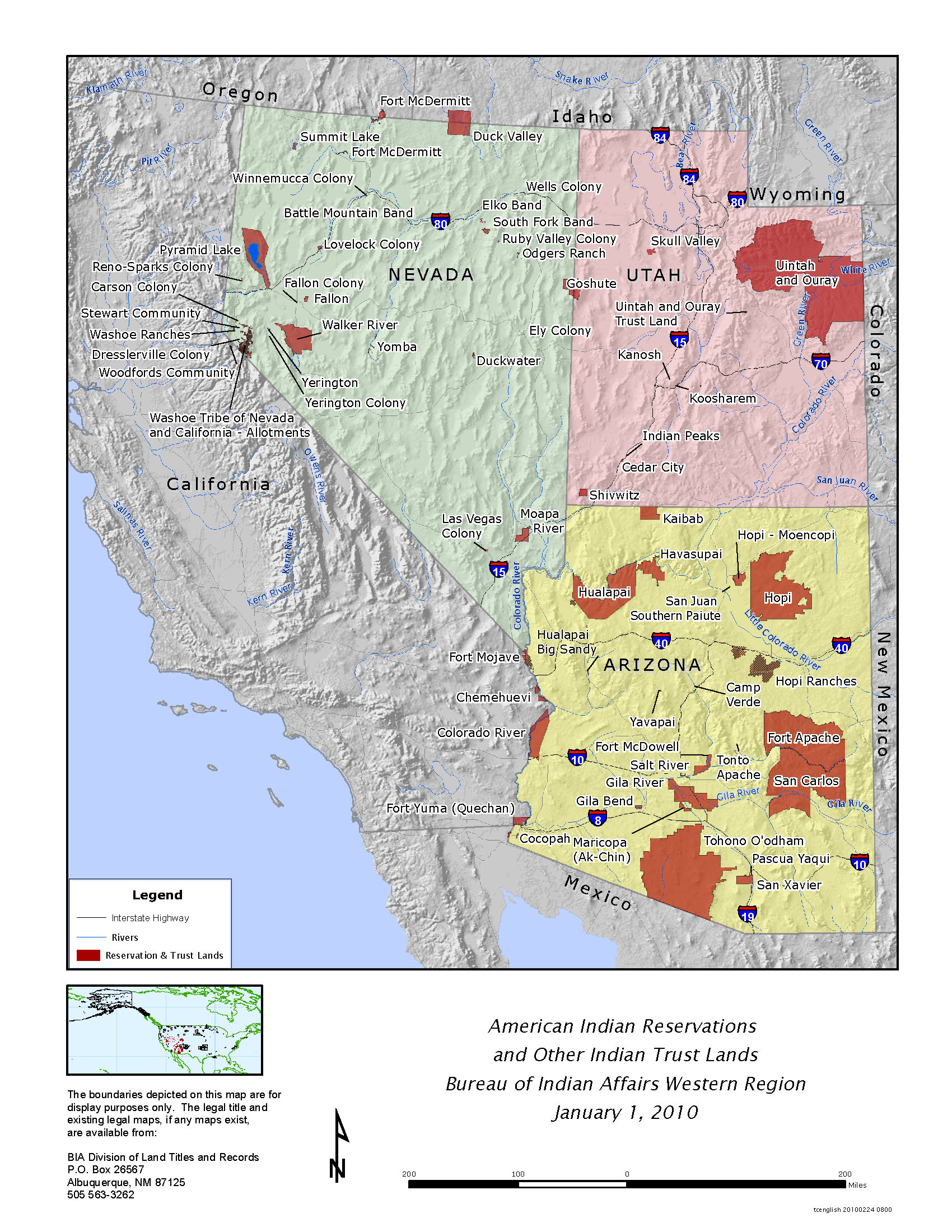
Reservate im Westen der USA (Karte des Bureau of Indian Affairs)

- Battle Mountain Reservation, Lander County, Nevada
- Big Pine Reservation, zentrales Owens Valley, Inyo County, Kalifornien; Owens Valley Paiute Shoshone
- Bishop Community of the Bishop Colony, nördliches Owens Valley, Inyo County, Kalifornien;
- Death Valley Indian Community, Furnace Creek, Death Valley National Park, Kalifornien; Timbisha Shoshone
- Duck Valley Indian Reservation, südliches Idaho/nördliches Nevada, (Westliche) Shoshone-Paiute Stämme
- Duckwater Indian Reservation, in Duckwater, Nevada, ungefähr 121 km entfernt von Ely.
- Elko Indian Colony, Elko County, Nevada
- Ely Shoshone Indian Reservation in Ely, Nevada, 0,45 km², 500 Einwohner
- Fallon Paiute-Shoshone Reservation nahe Fallon, Nevada, 33 km², 991 Einwohner, Westliche Shoshonen und Paiute
- Fort Hall Indian Reservation, 2.201 km² in Idaho, Lemhi Shoshone mit den Bannock, einer Gruppe der Paiute mit denen sie sich vereinigten
- Fort McDermitt Indian Reservation, Nevada and Oregon, Fort McDermitt Paiute und Shoshonen
- Goshute Indian Reservation, 449 km² in Nevada und Utah, Westliche Shoshonen
- Lemhi Indian Reservation (1875–1907) in Idaho, Lemhi Shoshone, aus der Fort Hall Reservation vertrieben
- Lone Pine Community of the Lone Pine Reservation, unteres Owens Valley, Inyo County, Kalifornien; Owens Valley Paiute Shoshone
- Northwestern Shoshone Indian Reservation, Utah, Nordwestliche Gruppen der Shoshonen Nation von Utah (Washakie)[11]
- Reno-Sparks Indian Colony, Nevada, 8 km², insgesamt 481 Shoshonen, Paiute und Washoe Gruppen
- Skull Valley Indian Reservation 73 km² in Utah, Westliche Shoshonen
- South Fork Odgers Ranch Indian Colony, Elko County, Nevada
- Wells Indian Colony, Elko County, Nevada
- Wind River Reservation, Bevölkerung 2.650 Östliche Shoshonen, 9,178 km² der Reservation in Wyoming werden geteilt mit Nördlichen Arapaho